# Nadine Pallas
Nadine Christina Pallas (geboren 1975 in Karlsruhe) ist eine deutsche Rechtsanwältin und Verfassungsrichterin.

## Leben
An der Universität Augsburg studierte Pallas Wirtschaftswissenschaften und Rechtswissenschaft. Das Fach Wirtschaftswissenschaften beendete sie mit einem Vordiplom. An den Studienabschluss der Rechtswissenschaft hängte Pallas ein Promotionsstudium an. Das Thema ihrer 2004 publizierten Dissertation ist Maritimer Kulturgüterschutz.
Mit 16 Jahren trat Pallas in die Junge Union ein. Von 2004 bis 2008 war sie stellvertretende Bundesvorsitzende. Seit 1995 ist sie Vize-Vorsitzende des CSU-Kreisverbandes Memmingen, später gehörte sie dem Bezirksvorstand der CSU an. Pallas wurde von der CSU als Ersatzmitglied für die 13. Bundesversammlung nominiert.
Pallas arbeitet als Rechtsanwältin. Sie ist Partner in einer Münchner Rechtsanwaltskanzlei. Juristische Schwerpunkte hat sie in Immobilienrecht, Vertragsrecht und Gesellschaftsrecht ausgebildet.
Am 11. Dezember 2018 wurde Pallas auf Vorschlag der CSU vom Bayerischen Landtag zum nicht berufsrichterlichen Mitglied des Bayerischen Verfassungsgerichtshofs gewählt. Die Amtszeit reicht bis Ende der Legislaturperiode 2023.
Seit 14. Januar 2015 ist Pallas stellvertretende Vorsitzende des Aufsichtsrats der Rathgeber Aktiengesellschaft. Es ist geplant, Pallas 2021 in den Aufsichtsrat von Max Automation aufzunehmen.

## Publikationen
- mit Wolff Heintschel von Heinegg: Grundrechte. Lehrbuch. Luchterhand, Neuwied/Kriftel 2002, ISBN 978-3-472-04948-7.
- Maritimer Kulturgüterschutz. Dissertation. Universität Augsburg, 2004, ISBN 978-3-428-11365-1.